# Amphicerus cornutus
Amphicerus cornutus là một loài bọ cánh cứng trong chi Amphicerus.